# Географ
Географ — фахівець в області географії. 

## Статус
Географи досліджують поверхню Землі. Вони працюють на стику природничих і суспільних наук. Всупереч поширеній думці, що географи займаються складанням карт, насправді нині цим займаються картографи.
В Україні День географа відзначається 28 березня.